# KiKA LIVE

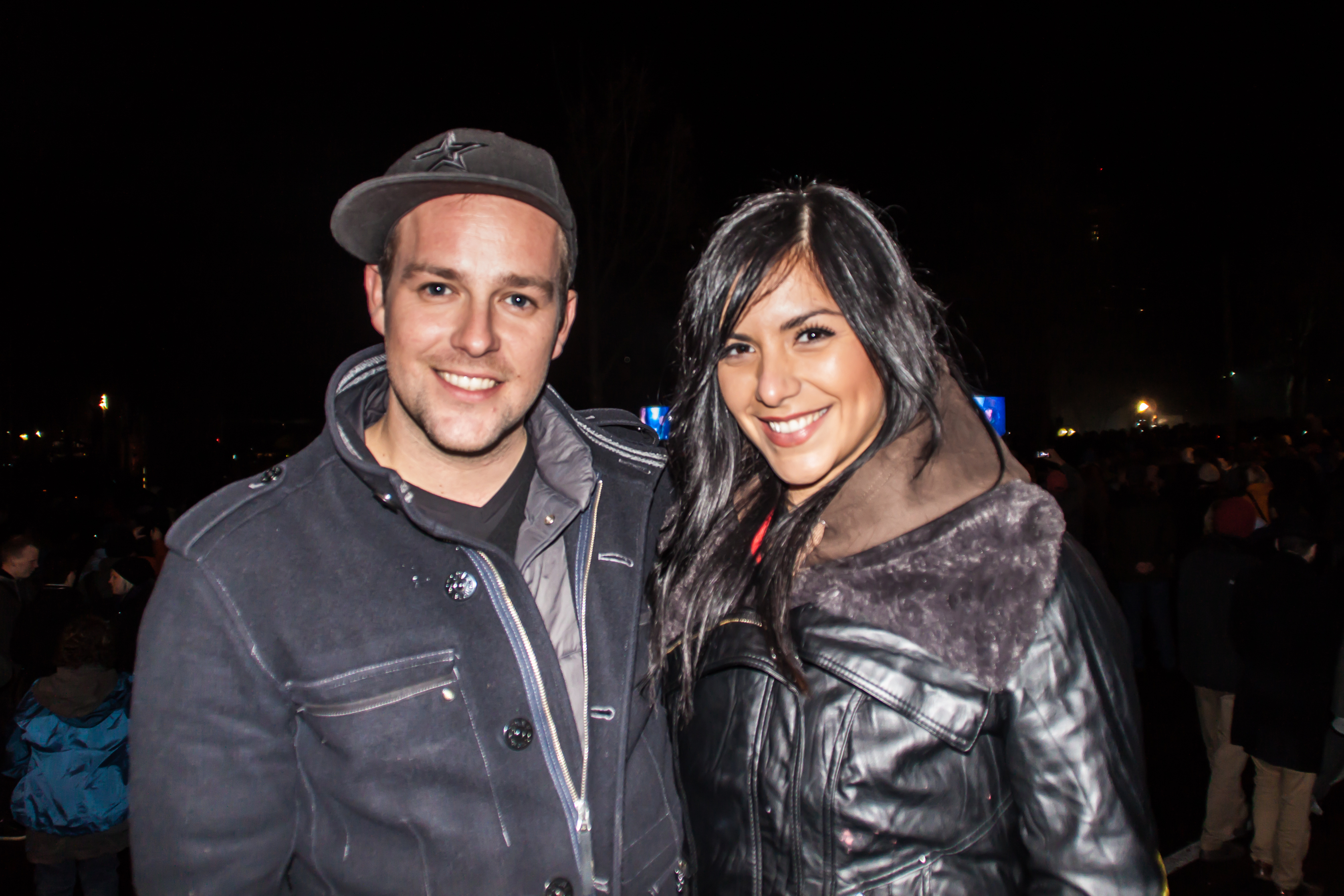
Ben und Jess Schöne 2011

KiKA LIVE ist ein Magazin für Kinder und Jugendliche im Alter von zehn bis 15 Jahren, das seit dem Jahr 2004 bei KiKA ausgestrahlt wird.

## Sendung
Die Sendung wurde anfangs von Montag bis Freitag um 16:00 Uhr mit einer Sendezeit von 25 Minuten ausgestrahlt. Momentan wird sie nur noch von Montag bis Donnerstag sowie am Samstag um 20:00 Uhr mit einer Sendezeit von 10 Minuten ausgestrahlt. Sie ist die Nachfolgesendung von Kikania. Für eine zehnminütige Folge des Formats wendet KiKA nach eigenen Angaben im Schnitt 10.000 Euro auf.
In der Sendung werden hauptsächlich Themen behandelt, die der Zielgruppe im täglichen Leben begegnen. Manchmal gibt es auch sportliche Wettkämpfe, die über mehrere Sendungen hinweg stattfinden.
Am 8. April 2025 wurde im Rahmen von KiKA LIVE  mit dem Frauen-Nations-League-Spiel Deutschland – Schottland erstmals ein Fußball-Länderspiel im KiKA übertragen.

## Moderatoren
Am Anfang wechselten sich drei Moderatoren wöchentlich ab. Dies waren zunächst Karsten Blumenthal, Lukas Koch und Pia Ampaw, letztere verließ die Sendung zur dritten Folge. Blumenthal und Koch moderierten bis Ende 2004 im wöchentlichen Wechsel, dann verließ Blumenthal den Sender. 2005 kam Tanja Mairhofer hinzu. So moderierten Koch und Mairhofer gemeinsam die Sendung. Am 9. März 2009 gab es neue Folgen und ein neues Moderatorenteam, bestehend aus Mairhofer und Ben. Von November bis Dezember 2009 moderierte Ben alleine, ab Januar 2010 präsentierte Jessica Schöne die Sendung an der Seite von Ben. Seit Mitte April 2022 moderiert Sarah Parvanta an Stelle von Schöne. Sie ist aber weiterhin in Wiederholungen zu sehen.

### Moderatorenteams
| Jahr(e)                     | Moderatorenpaare | Moderatorenpaare   | Moderatorenpaare     |
| --------------------------- | ---------------- | ------------------ | -------------------- |
| August 2004                 | Lukas Koch       | Karsten Blumenthal | Pia Ampaw            |
| September – Dezember 2004   | Lukas Koch       | Karsten Blumenthal |                      |
| Januar 2005 – März 2009     | Lukas Koch       | Tanja Mairhofer    |                      |
| März – November 2009        | Ben              | Tanja Mairhofer    |                      |
| November 2009 – Januar 2010 | Ben              |                    |                      |
| Januar 2010 – Februar 2018  | Ben              | Jessica Schöne     |                      |
| März 2018                   | Ben              | Jessica Schöne     | Bürger Lars Dietrich |
| April 2018 – April 2022     | Ben              | Jessica Schöne     |                      |
| April 2022 – Januar 2025    | Ben              | Sarah Parvanta     |                      |
| seit Januar 2025            | Ben              | Sarah Parvanta     | Noel Dederichs       |

## Beste Stimme
Von 2005 bis 2011 forderte der KiKA im Wettbewerb „Beste Stimme“ junge Gesangstalente und Schülerbands zwischen zehn und 17 Jahren dazu auf, sich für das Casting zu bewerben. 2010 wurde aus den vier letzten Gewinnerinnen die Girlgroup Saphir gegründet.
Sieger der letzten Jahre:
- 2005: Halz Maul und spiel
- 2006: Selina Shirin Müller
- 2007: Jennifer Haben
- 2008: Kathrin Sicks
- 2009: Lea Sofia Nikiforow
- 2010: Amely Sommer
- 2011: HansMS